# Osman Bozkurt
Osman Bozkurt (* 10. August 1984 in Feldkirch) ist ein türkisch-österreichischer Fußballspieler auf der Position eines Stürmers. 

## Karriere

### Karriere in Vorarlberg
Bozkurt begann seine aktive Karriere als Fußballspieler im Jahre 1991 im Nachwuchs des SK Brederis im Rankweiler Ortsteil Brederis. Dort durchlief er bis 2003 verschiedene Jugendspielklassen und kam ab 2001 in der ersten Kampfmannschaft des Vereins zum Einsatz.
Im Jahre 2003 folgte dann ein Wechsel zum SC Austria Lustenau, bei dem er am 15. Juli 2003 beim 0:0-Heimremis gegen den FC Wacker Tirol sein Profidebüt gab. Im Spiel wurde er in der 80. Minute für den Schweizer Philipp Meyer eingewechselt. In der Saison 2003/04 kam Bozkurt auf insgesamt 31 Meisterschaftseinsätze und erzielte dabei sechs Tore. Mit dem Team wurde er unter anderem mit sieben Punkten Abstand auf den FC Wacker Tirol Vizemeister der Ersten Liga. Auch in der Folgesaison 2004/05 war der junge Stürmer recht torfreudig und kam bei 25 absolvierten Ligaspielen auf fünf Treffer.

### Wechsel in Österreichs Osten
Nach über zwei Jahren in Lustenau transferierte Bozkurt im Juli 2005 zum damaligen österreichischen Bundesligisten FC Admira Wacker Mödling, für den er anfangs „nur“ in der zweiten Mannschaft des Klubs zum Einsatz kam. Diese hatte ihren Spielbetrieb in der drittklassigen österreichischen Regionalliga Ost. Am 29. Oktober 2005 gab der junge Türke schließlich sein Bundesligadebüt für die Profimannschaft des Vereines, als er bei der 0:4-Auswärtsniederlage gegen die SV Ried in der 64. Spielminute für Nino Bule eingewechselt wurde. Sein erstes Bundesligator erzielte er bereits bei seinem dritten Kurzeinsatz, als er am 26. November 2005 im Spiel gegen den SK Sturm Graz in der 89. Spielminute per Kopf zum 1:1-Endstand ausglich. Insgesamt kam Bozkurt in der Spielzeit 2005/06 auf eine Bilanz von fünf Spielen und einem Tor für die Profis sowie auf 15 Treffer bei 26 absolvierten Partien für die Amateurmannschaft der Admira.
Nach dem einjährigen Aufenthalt in der Südstadt, wechselte Bozkurt im Juli 2006 in den 17. Wiener Gemeindebezirk Hernals zum Wiener Sportklub, dessen erste Kampfmannschaft ihren Spielbetrieb in der drittklassigen Regionalliga Ost hat. Dort kam er, wie auch schon für die Admira Amateure, bei 26 Ligaeinsätzen auf 15 erzielte Tore. Doch sein Aufenthalt beim Wiener SK sollte nicht lange dauern, denn nach abermals einem Jahr wechselte Bozkurt ein weiteres Mal.

### Zeit bei der Vienna
Diesmal ging es zum ältesten Fußballverein Österreichs, dem First Vienna FC 1894, nach Wien-Döbling. Für die Vienna, deren Kampfmannschaft ebenfalls in der Regionalliga Ost aktiv war, erzielte er in seiner ersten Saison bei 26 Ligaeinsätzen zwölf Treffer. Trotzdem kam die Mannschaft nicht über einen fünften Platz in der Endtabelle hinaus. 
Nach guten Leistungen in der Saison 2008/09 erreichte der offensivstarke Bozkurt mit seiner Mannschaft in der Endtabelle den ersten Platz in der Regionalliga Ost und durfte so als Meister in die zweitklassige Erste Liga aufsteigen. Er kam während dieser Saison in allen 30 Ligaspielen zum Einsatz und erzielte dabei 26 Tore. Mit dieser Anzahl wurde er Torschützenkönig der Regionalliga Ost und hatte am Ende einen passablen Abstand auf die beiden Zweitplatzierten Goran Aleksić und Ronald Spuller (je 20 Treffer).
In der Spielzeit 2009/10 kam Bozkurt zu 32 Ligaeinsätzen, in denen er 14 Tore erzielte, sowie einige wenige Torvorlagen gab. Mit zwölf Toren war er bis zur 19. Runde ein Anwärter auf den Titel des Torschützenkönigs der Ersten Liga. Im weiteren Verlauf der Saison ließ seine Torgefährlichkeit jedoch stark nach, was ihm schlussendlich nur den sechsten Platz in der Torschützenliste einbrachte. Mit Saisonende verließ er nach über drei Jahren Vereinsangehörigkeit den Klub.

### Wechsel in die Türkei
Mit Anfang Juli 2010 wechselte der österreichisch-türkische Doppelstaatsbürger in die Türkei, wo er einen Zweijahresvertrag bei Karşıyaka SK in der zweithöchsten Spielklasse des Landes unterschrieb.
Nach einer Spielzeit bei Karşıyaka wechselte er zum Ligakonkurrenten Akhisar Belediyespor. Zum Saisonende löste er nach gegenseitigem Einvernehmen seinen laufenden Vertrag auf und trennte sich von Akhisar Belediyespor. Hier erreichte man völlig überraschend die Meisterschaft der TFF 1. Lig und damit den direkten Aufstieg in die Süper Lig. Zum Saisonende löste er nach gegenseitigem Einvernehmen seinen laufenden Vertrag auf und trennte sich von Akhisar Belediyespor.
Am letzten Tag der Sommertransferperiode 2012 wechselte er zum Zweitligisten Denizlispor. Hier wurde der Vertrag im Jänner 2013 aufgelöst.

### Rückkehr nach Österreich
Nach der Vertragsauflösung kehrte Bozkurt nach Österreich zurück und unterschrieb einen Vertrag beim Bundesligisten SC Wiener Neustadt. Nach einem halben Jahr beim Bundesligisten wechselte er eine Stufe tiefer und unterschrieb beim SKN St. Pölten. Nach der Saison 2013/14 verließ er St. Pölten. Im September 2014 wechselte er zum SV Horn. Zu Saisonende musste er mit Horn in die Regionalliga absteigen.
Nach dem Abstieg kehrte er im Sommer 2015 zum Regionalligisten First Vienna FC zurück. Zur Saison 2016/17 wechselte er zum Ligakonkurrenten FC Stadlau. Für Stadlau absolvierte er in jener Saison 14 Spiele, in denen er sechs Tore erzielen konnte.
Im Sommer 2017 schloss er sich dem FC Karabakh Wien an und war dort anfangs vorwiegend in der Regionalligamannschaft aktiv, spielte aber vor allem im Frühjahr 2018 überwiegend in der zweiten Mannschaft mit Spielbetrieb in der siebentklassigen 1. Klasse B. Bei all seinen elf Einsätzen erzielte er mindestens ein Tor; am Ende hatte er es auf 28 Tore in elf Meisterschaftsspielen gebracht. Dies reichte nur knapp nicht für den Titel als Torschützenkönig dieser Saison. Die Mannschaft gewann allerdings überlegen die Meisterschaft und stieg in die sechstklassige Oberliga B auf. Nach einer Saison bei Karabakh wechselte er 2018 zum SC Neusiedl am See. Im Burgenland kam er in zwei Saisonen zu 44 Regionalligaeinsätzen, in denen er 29 Tore erzielte. Zur Saison 2020/21 kehrte er zum Ligakonkurrenten Wiener Neustadt zurück. In eineinhalb Jahren in Wiener Neustadt kam er zu 13 Einsätzen in der Ostliga, in denen er dreimal traf.
In der Winterpause 2021/22 wechselte Bozkurt zum achtklassigen ATSV Hollabrunn.

## Erfolge
mit dem SC Austria Lustenau
- 1× Vizemeister der Ersten Liga: 2003/04

mit dem First Vienna FC
- 1× Meister der Regionalliga Ost: 2008/09

mit dem FC Karabakh Wien II
- 1× Meister der 1. Klasse B: 2017/18

mit Akhisar Belediyespor
- 1× Meister der TFF 1. Lig: 2011/12

Individuelle Erfolge
- 1× Torschützenkönig der Regionalliga Ost: 2008/09 (26 Tore; als Spieler des First Vienna FC)